# Sint-Johannes de Doperkerk (Catrijp)
De Sint-Johannes de Doperkerk was een rooms-katholieke kerk aan de Heereweg in Catrijp.
Aan de Heereweg werd in 1830 een kleine kerk gebouwd, die na 40 jaar niet meer voldeed. Architect Theo Asseler ontwierp een nieuwe kerkgebouw in neoromaanse stijl. Het schip telde vijf traveeën en gevolgd door een priesterkoor met vijfzijdige sluiting. Aan de voorzijde stond de halfingebouwde toren met naaldspits.
De kerk werd in 1971 buiten gebruik gesteld en afgebroken. Op dezelfde plaats werd vervolgens een nieuwe modernistische kerk gebouwd. Deze is tot op heden in gebruik bij de parochie "Sint-Joannes de Doper".

## Bron
- Reliwiki - Catrijp, Heereweg - Joannes de Doper